# Orzechowce
Orzechowce (Juglandales Dumort.) – monotypowy rząd roślin wyróżniany w niektórych systemach klasyfikacyjnych roślin okrytonasiennych, zawierający jedną tylko rodzinę – orzechowatych (Juglandaceae).

## Systematyka
Pozycja w systemie Reveala (1993-1999)
Gromada okrytonasienne (Magnoliophyta Cronquist), podgromada Magnoliophytina Frohne & U. Jensen ex Reveal, klasa Rosopsida Batsch, podklasa oczarowe (Hamamelididae Takht.), nadrząd Juglandanae Takht. ex Reveal, rząd orzechowce (Juglandales Dumort.). Zawiera jedną rodzinę orzechowatych z 8 rodzajami.
Pozycja systematyczna według Angiosperm Phylogeny Website (2001...)
Rząd nie wyróżniony, rodzina orzechowate zaliczona została do rzędu bukowców, należącego do kladu różowych w obrębie okrytonasiennych.